# دانیل دی. پرت
دانیل دی. پرت (به انگلیسی: Daniel D. Pratt) سناتور سابق عضو حزب جمهوری‌خواه ایالات متحده آمریکا بود. وی در سال ۱۸۶۹ تا ۱۸۷۵ میلادی سناتور ایالت ایندیانا در سنای ایالات متحده آمریکا بود.